# Propilbenzeno
n-Propilbenzeno é um hidrocarboneto aromático, de fórmula C9H12, e sob condições padrão, um líquido incolor com um odor de composto aromático característico, desagradável. O n-propilbenzeno é solúvel em muitos solventes orgânicos comuns tais como éter dietílico e etanol, em água, no entanto, é muito difícil de ser dissolvido. Ele pertence aos derivados de benzenos ditos "C3".

## Produção
O n-propilbenzeno pode ser produzido a partir de propiofenona por reação com cloridrato de semicarbazida para obter a semicarbazona correspondente, em seguida, esta reage com solução de Hidróxido de potássio (KOH) em dietilenoglicol e convertido no produto.